# Mons Claudianus
Mons Claudianus était une carrière située dans le désert oriental de l'Égypte à environ 140 km de Cænopolis – aujourd'hui Qena – sur le Nil et à environ 65 km de l'actuelle Hurghada sur la mer Rouge. Une route la reliait à Coptos, port du Nil, d'où les marchandises partaient pour Rome.
Dans les carrières du Gebel Fatireh, les Égyptiens exploitaient le granit clair et gris. Cette exploitation commença sous Claude, empereur romain qui régna de 41 à 54, d'où le nom de Mons Claudianus donné à la région. Le Panthéon et le forum de Trajan à Rome, l'église Sainte-Sophie à Istanbul, le temple du soleil de Baalbeck ont été construits en utilisant le roc de cette région.
De 1987 à 1993, des fouilles au Mons Claudianus ont été dirigées par Jean Bingen. Du 11 au 31 janvier 1997, une mission a restauré et étudié les enduits peints prélevés sur le site en 1992 et déposés primitivement au magasin de Dendera puis à celui de Qift.
Depuis, les fouilles ont permis de retrouver des milliers d'ostraca relatant entre autres l'administration des carrières.